# Veterano

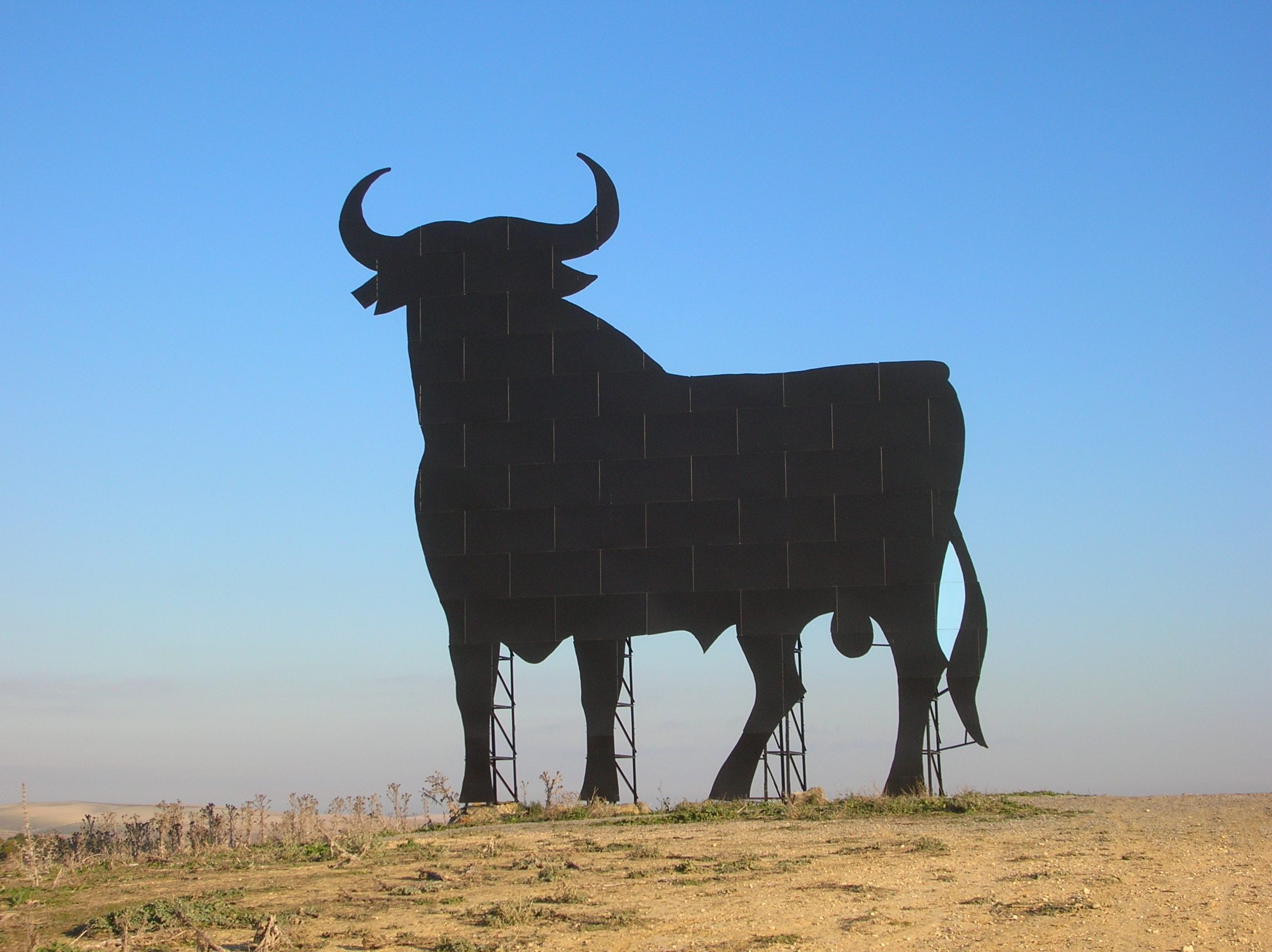
Osborne-tjuren, Toro de Osborne, skapades för att marknadsföra Veterano.

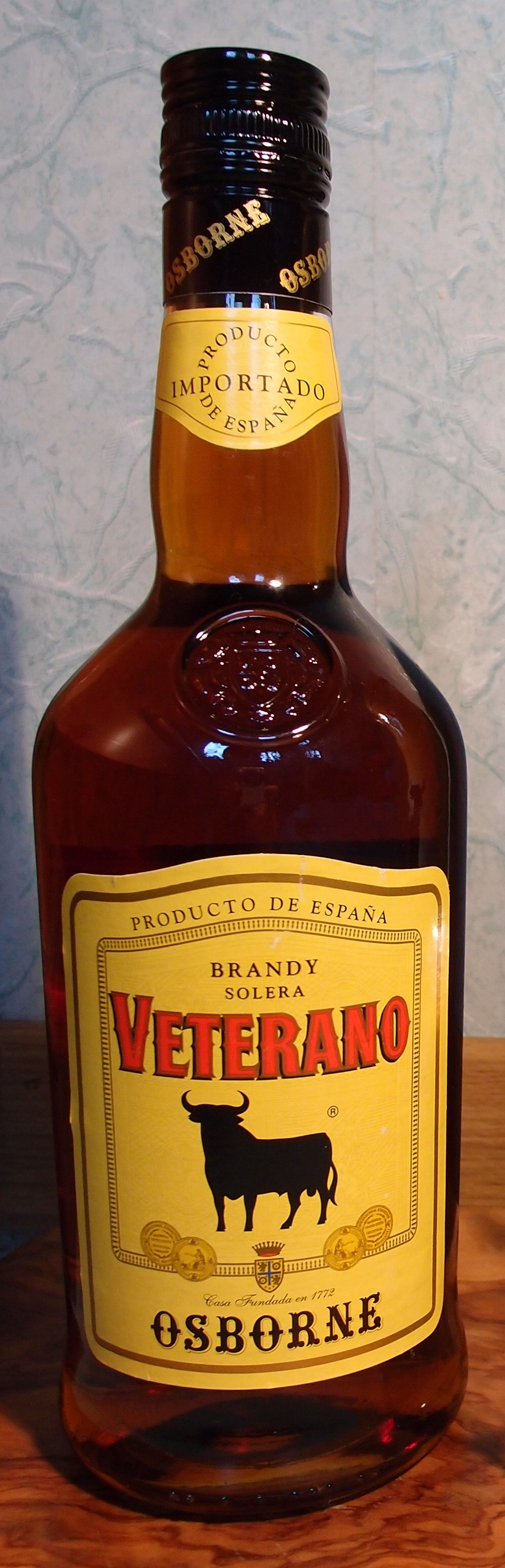
Veterano.

Veterano är en spansk brandy, från bodegan Osborne. Veterano lagras i fat av amerikansk ek i ett solera-system.